# Vic Rattlehead
 (juin 2020).
Si vous disposez d'ouvrages ou d'articles de référence ou si vous connaissez des sites web de qualité traitant du thème abordé ici, merci de compléter l'article en donnant les références utiles à sa vérifiabilité et en les liant à la section « Notes et références ».

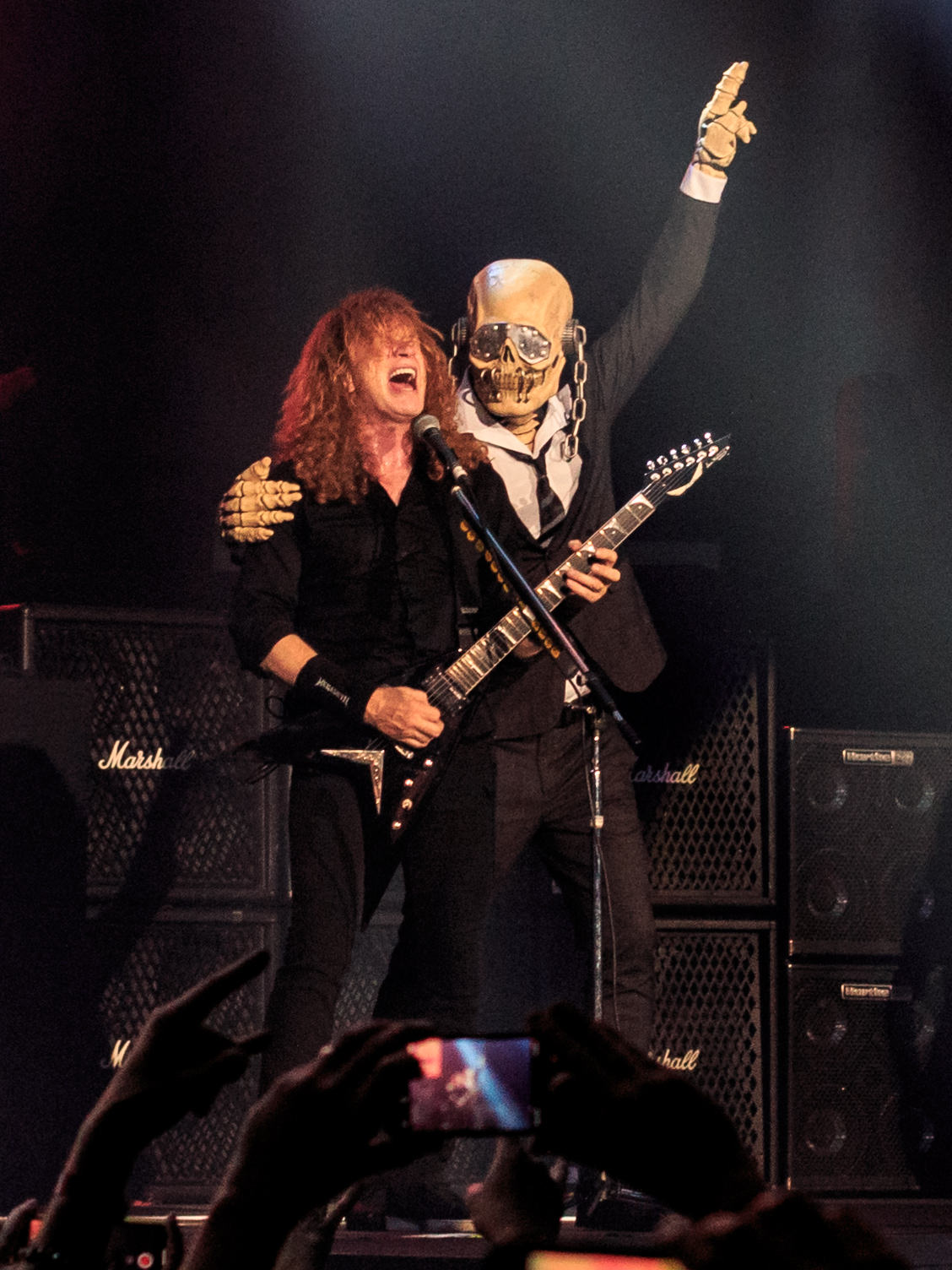
Vic Rattlehead avec Dave Mustaine sur scène en 2018.

Vic Rattlehead est la mascotte du groupe de thrash metal Megadeth. Vic est une figure squelettique habillée en complet qui incarne l'expression, « ne voir aucun mal, n'entendre aucun mal, ne dire aucun mal. » Ses yeux sont fermés par une plaque métallique, sa bouche est maintenue fermée, et ses oreilles sont couvertes par des capuchons en métal.
Vic Rattlehead a été pensé par l'artiste américain Ed Repka. 
Son image apparaît sur la plupart des couvertures d'album de Megadeth, notamment Killing Is My Business... and Business Is Good! (1985), Peace Sells... but Who's Buying? (1986), So Far, So Good... So What! (1988), Rust in Peace (1990), The World Needs a Hero (2001), The System Has Failed (2004), Th1rt3en (2011), Dystopia (2016) et The Sick, the Dying... and the Dead! (2022). Vic Rattlehead apparait avec un physique réaliste sur la couverture de United Abominations (2007), et dans le livret intérieur des albums Countdown to Extinction (1992) et Youthanasia  (1994).